# Marius Trésor
Marius Trésor (Sainte-Anne, 15 januari 1950) is een voormalig Guadeloupees profvoetballer met de Franse nationaliteit. Eerder speelde hij met succes voor AC Ajaccio, Olympique de Marseille, Girondins de Bordeaux en het Frans voetbalelftal.
Trésor wordt door menigeen geschaard tot een van de beste verdedigers aller tijden. Daarom werd hij door Pelé in maart 2004 vermeld in de opgestelde Lijst FIFA 100 beste spelers.

## Clubcarrière
Marius Trésor begon als speler in Guadeloupe te voetballen bij de voetbalclub ASG Juventus, gelegen in zijn geboorteplaats Sainte-Anne. Hij maakte indruk met zijn lenigheid, atletisch figuur en kracht. In 1969 maakte de verdediger de overstap naar de Franse club AC Ajaccio.
In 1976 won hij met Olympique Marseille de beker en in 1984 werd hij landskampioen met Girondins Bordeaux.

## Interlandcarrière

### Frankrijk
Op eenentwintigjarige leeftijd debuteerde Trésor in 1971 voor het Frans voetbalelftal. Tussen 1977 en 1979 werd Trésor benoemd tot aanvoerder en groeide uit tot het symbool voor de wederopstanding van het Franse voetbal.
Met Frankrijk nam hij deel aan het Wereldkampioenschap van 1978 en 1982. Bij zijn WK-debuut in 1978 sneuvelde Frankrijk in de poulefase, mede door een vermeend handsbal van Trésor waardoor Frankrijk een strafschop tegen kreeg. Achteraf bleek het te gaan om een aangeschoten hands. Op het WK van 1982 revancheerde Frankrijk zich. Les Bleus bereikten de halve finale, waarin Trésor in blessuretijd scoorde tegen West-Duitsland. Ondanks een 3-1-voorsprong verloor Frankrijk de wedstrijd na strafschoppen. In 1983 nam Trésor afscheid als international.
| Interlanddoelpunten | Interlanddoelpunten | Interlanddoelpunten | Interlanddoelpunten        | Interlanddoelpunten | Interlanddoelpunten | Interlanddoelpunten | Interlanddoelpunten |
| №                   | Datum               | Locatie             | Wedstrijd                  | Goal(s)             | Score               | Uitslag             | Competitie          |
| ------------------- | ------------------- | ------------------- | -------------------------- | ------------------- | ------------------- | ------------------- | ------------------- |
| 1                   | 13.10.1973          | Gelsenkirchen       | West-Duitsland – Frankrijk | 82'                 | 2 – 1               | 2 – 1               | Oefeninterland      |
| 2                   | 30.06.1977          | Rio de Janeiro      | Brazilië – Frankrijk       | 85'                 | 2 – 2               | 2 – 2               | Oefeninterland      |
| 3                   | 07.10.1978          | Luxemburg           | Luxemburg – Frankrijk      | 63'                 | 0 – 2               | 1 – 3               | EK-kwalificatie     |
| 4                   | 08.07.1982          | Sevilla             | West-Duitsland – Frankrijk | 92'                 | 1 – 2               | 3 – 3               | WK-eindronde        |

## Statistieken
| Seizoen                     | Club                        | Land                        | Competitie | Wedstrijden | Goals |
| --------------------------- | --------------------------- | --------------------------- | ---------- | ----------- | ----- |
| 1969/1970                   | AC Ajaccio                  | Frankrijk                   | Division 1 | 12          | 0     |
| 1970/1971                   | AC Ajaccio                  | Frankrijk                   | Division 1 | 33          | 0     |
| 1971/1972                   | AC Ajaccio                  | Frankrijk                   | Division 1 | 38          | 1     |
| 1972/1973                   | AC Ajaccio                  | Frankrijk                   | Division 1 | 9           | 0     |
|                             | Olympique de Marseille      | Frankrijk                   | Division 1 | 24          | 1     |
| 1973/1974                   | Olympique de Marseille      | Frankrijk                   | Division 1 | 38          | 0     |
| 1974/1975                   | Olympique de Marseille      | Frankrijk                   | Division 1 | 37          | 1     |
| 1975/1976                   | Olympique de Marseille      | Frankrijk                   | Division 1 | 38          | 1     |
| 1976/1977                   | Olympique de Marseille      | Frankrijk                   | Division 1 | 22          | 1     |
| 1977/1978                   | Olympique de Marseille      | Frankrijk                   | Division 1 | 35          | 4     |
| 1978/1979                   | Olympique de Marseille      | Frankrijk                   | Division 1 | 25          | 0     |
| 1979/1980                   | Olympique de Marseille      | Frankrijk                   | Division 1 | 34          | 0     |
| 1980/1981                   | Girondins de Bordeaux       | Frankrijk                   | Division 1 | 25          | 0     |
| 1981/1982                   | Girondins de Bordeaux       | Frankrijk                   | Division 1 | 37          | 2     |
| 1982/1983                   | Girondins de Bordeaux       | Frankrijk                   | Division 1 | 19          | 0     |
| 1983/1984                   | Girondins de Bordeaux       | Frankrijk                   | Division 1 | 12          | 1     |
| Bijgewerkt tot 21 juni 2009 | Bijgewerkt tot 21 juni 2009 | Bijgewerkt tot 21 juni 2009 | Totaal     | 496         | 19    |

## Erelijst

### Met clubteams
- Winnaar Franse beker: 1976 (Olympique de Marseille)
- Winnaar Alpen Cup: 1980 (Girondins de Bordeaux)
- Landskampioen Frankrijk: 1984 (Girondins de Bordeaux)

### Met Frankrijk
- Halvefinalist WK-eindronde: 1982 (Frankrijk)

## Muziekcarrière
Marius Trésor was een kleine periode actief in de muziekindustrie. In 1978 bracht hij onder het platenlabel Carrere de single "Sacré Marius" uit. Deze bescheiden hit kenmerkt zich door Caribische invloeden en zang van de voetballer. Het lied stond genoteerd in de Franse Top 50.

## Trivia
- Trésor was een van de eerste zwarte voetballers in het Frans voetbalelftal.
- In 2004 werd Trésor in een interview gevraagd naar zijn persoonlijke Frans elftal aller tijden. Hij verkoos de volgende spelers: Barthez - Thuram - Jonquet - Desailly - Blanc - Lizarazu - Tigana - Petit - Giresse - Platini - Zidane - Kopa.